# 小笹政美
通称(仕事名)：小池まさみ　芸名：志保
小笹 政美（こささ まさみ、2月5日 - ）は日本のタレント、実業家。株式会社黒沢良事務所代表。

## 出演

### CM
- コカコーラ
- グロンサン
- ソフト９９タイネット
- 北方領土の日

### TV
- 正月特番（草笛光子さんと歌って踊ってバラエティー）(フジTV)
- 昼メロ（見番屋の出来の悪い娘役）(TBS)
- 東芝日曜劇場「川止め」舟木一夫さん主演　下働きの娘役(TBS)
- レギュラー「エプロン父さん」船越英二さん主演　長女役　２クール(TBS)

### ラジオ
- スポーツクラブにてインタビューを受ける(ニッポン放送)
- 朗読サークル“銀座倶楽部”代表としてゲスト出演(中央FM・東京ベイネット)

### アテレコ
- 「危機一髪」次女役(教育TV)

### 映画
- タイガースシリーズ作品　席が無い女学生役(台詞一言)
- 戦争映画　出征兵士を送る女の子役(台詞無)

### 舞台
- 「風と共に去りぬ」難民の娘役　２クール
- ハットショー　（ミュージカル仕立てのファッションショー）都内数箇所
- カラオケ発表会・民舞ショー（影Na）

### MC
- 結婚披露宴

### 他
- 少女雑誌“相談コーナー”・ヤマハボートポスター（モデル）
- カラオケサークル・朗読サークル　(講師)
- 教育ＶＰ(母の友人役)